# Adaptation (biologie)
Pour les articles homonymes, voir Adaptation.
 (juin 2009).
Les informations dans cet article sont mal organisées, redondantes, ou il existe des sections bien trop longues. Structurez-le ou soumettez des propositions en page de discussion.
Avec le temps, il arrive que le contenu présent dans un article devienne désordonné. Il est souvent nécessaire de réorganiser l'article de fond en comble.
- Il faut tout d’abord répartir le contenu de l'article en plusieurs sections. Les informations doivent ensuite être exposées clairement et le plus synthétiquement possible, regroupées par sujet afin d'éviter les doublons. Quelqu'un cherchant une information précise doit pouvoir la trouver rapidement en lisant la section appropriée.
- À l'intérieur de chaque section, le texte, souvent initialement sous la forme de phrases éparses, doit être regroupé dans des paragraphes de quelques lignes, en assurant un enchaînement logique et une cohérence entre les phrases.
- Lorsque l'article ou l'une de ses sections développe trop longuement un point qui n'est pas dans le cœur du sujet traité, il convient de faire une synthèse et de transférer l'ancien contenu dans des articles plus appropriés (en cas de transfert, il faut impérativement respecter la procédure Aide:Scission).

Si vous pensez que ces points ont été résolus, vous pouvez retirer ce bandeau et améliorer le plan d'un autre article.

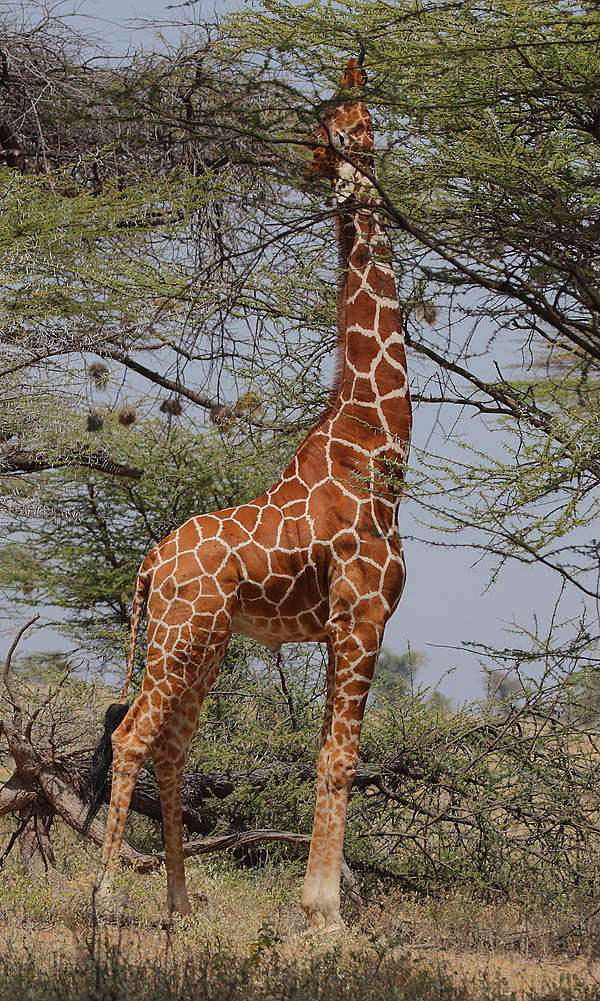
Une girafe mâle broutant les hautes branches d'un acacia grâce à son cou.

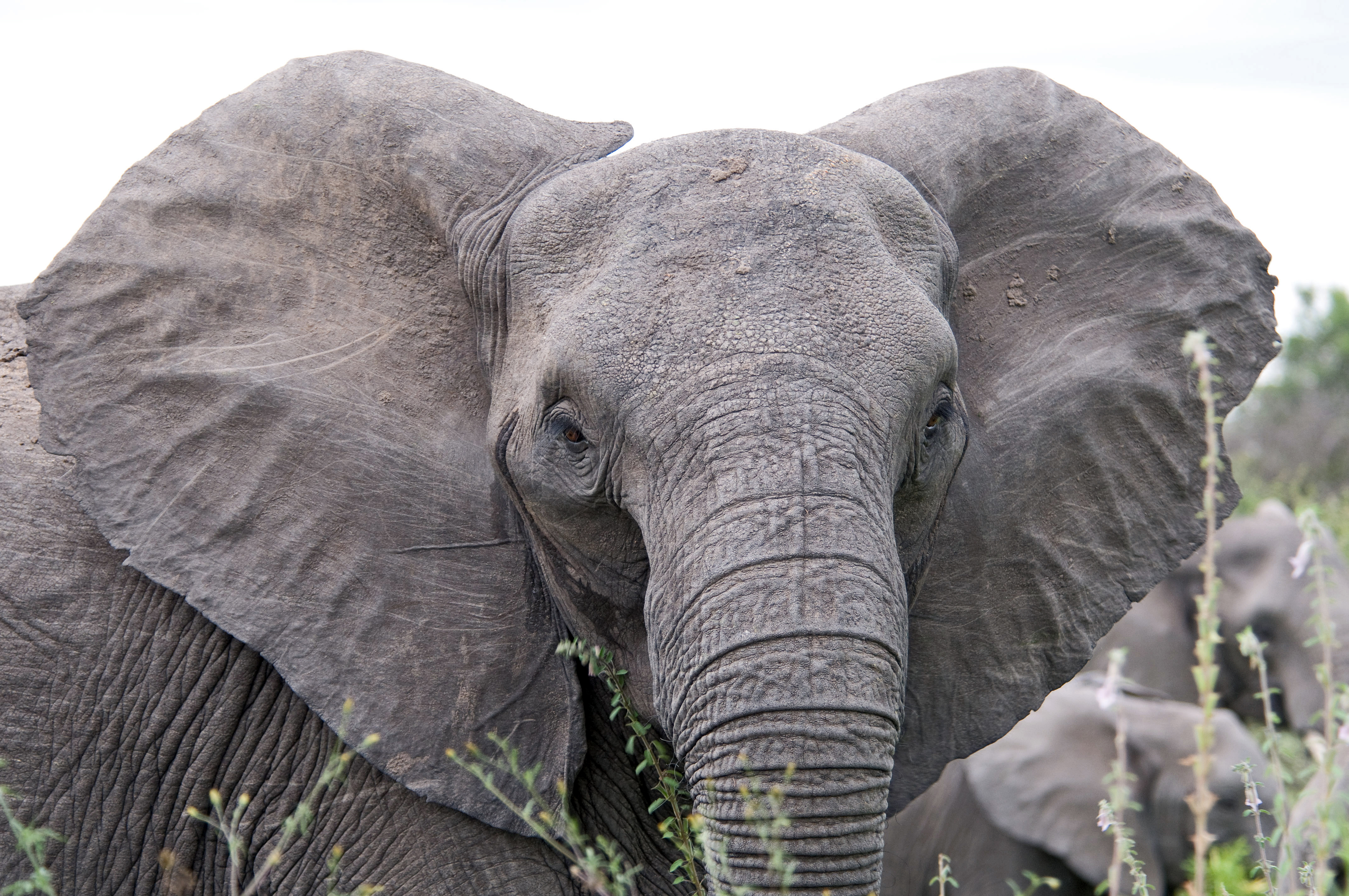
Les oreilles de l'éléphant sont une adaptation à la température.

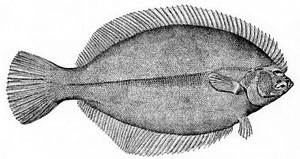
Les deux yeux du même côté sont une adaptation des poissons plats.

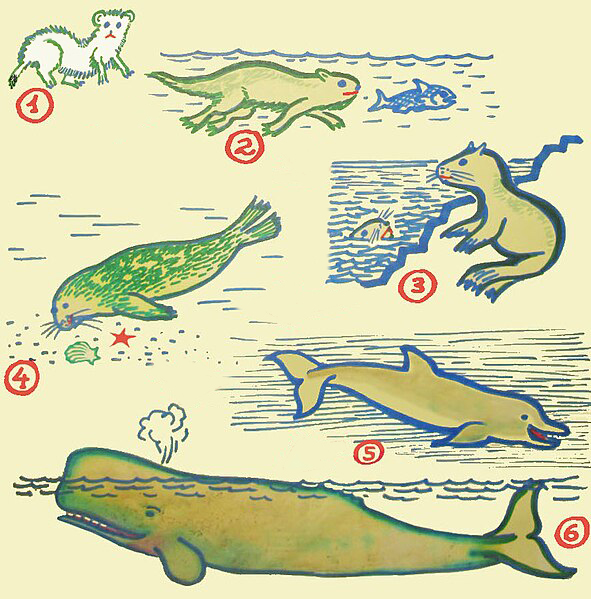
Dessin au feutre montrant six adaptations de mammifères au milieu aquatique, de la plus succincte (mustélidé nageant occasionnellement) à la plus poussée (cachalot vivant exclusivement en mer) en passant par des variantes intermédiaires (loutre, otarie, phoque, dauphin).

En biologie, l'adaptation peut se définir d’une manière générale comme l’ajustement fonctionnel de l’être vivant au milieu, et, en particulier, comme l’appropriation de l’organe à sa fonction.
L’adaptation correspond à la mise en accord d'un organisme vivant avec les conditions qui lui sont extérieures. Elle perfectionne ses organes, les rend plus aptes au rôle qu’ils semblent jouer dans la vie de l’individu. Elle met l’organisme tout entier en cohérence avec le milieu.
En biologie évolutive, une adaptation est définie comme la modification d’un caractère anatomique, d’un processus physiologique ou d’un trait comportemental dans une population d’individus sous l’effet de la sélection naturelle, le nouvel état de ce caractère améliorant la survie et le succès reproductif des individus qui en sont porteurs.

## Le mot
Jusqu’au XIXe siècle, les naturalistes n’employaient pas le terme d’« adaptation » ; ils lui préféraient les mots de « convenance » et d’« harmonie ». Ce dernier reflète les idées finalistes qui, alors étaient très majoritaires.
Dérivé d'« adapter » et de « s'adapter », le terme d’« adaptation » désigne indifféremment le processus (qui peut prendre plusieurs millions d'années) ou le résultat du processus (le cou de la girafe). Il est parfois utilisé comme synonyme de « sélection ».
Il est souvent confondu avec « exaptation », ex « pré-adaptation ».

### Les six situations épistémologiques
Le zoologue systématicien Guillaume Lecointre distingue six situations :
« Dans la langue courante, le mot "adaptation" est entendu tantôt comme processus à l'œuvre dans les systèmes vivants, tantôt comme résultats concrets émanant de ce processus.
« D'autre part, et indépendamment de cette division, l'adaptation ou l'adjectif "adapté" sont indistinctement assignés soit à un trait particulier isolé, soit à un organisme entier mais pris individuellement, soit encore à l'espèce avec sa dimension populationnelle.
« En croisant ces deux prismes, six situations épistémologiques apparaissent.
Lorsque l'on considère l'échelle populationnelle et les relations interspécifiques, l'adaptation comme processus est un succès reproductif différentiel entre variants obtenu par sélection naturelle. L'adaptation comme résultat est un état dérivé de caractère conférant un avantage testable dans un milieu donné ».

## Les variantes de l'adaptation
Guillaume Lecointre après avoir distingué d'une part les structures primitives et les structures dérivées et, d'autre part, la fonction primitive et la fonction dérivée met en évidence quatre variantes :
|                     | Fonction primitive                                                               | Fonction dérivée                                                  |
| ------------------- | -------------------------------------------------------------------------------- | ----------------------------------------------------------------- |
| Structure primitive | Préadaptation ex : plumes des théropodes (dinosaures, etc)                       | Exaptation ex : plume des oiseaux                                 |
| Structure dérivée   | Transaptation = perfectionnement de la fonction globale ex : œil des bilatériens | Adaptation ex : protéines antigel des notothénioïdes (les morues) |

« La coévolution conduit à la mise en place d'adaptations et de contre-adaptations chez les organismes impliqués dans des interactions antagonistes ».

## Les grands théoriciens

### Bernardin de Saint-Pierre
Bernardin de Saint-Pierre est certainement celui qui a exprimé de la manière la plus naïve et caricaturale le finalisme anthropocentrique qui serait, selon lui, à l’œuvre dans la nature :

« Il n’y a pas moins de convenance dans les formes et les grosseurs des fruits. Il y en a beaucoup qui sont taillés pour la bouche de l’homme, comme les cerises et les prunes ; d’autres pour sa main, comme les poires et les pommes ; d’autres beaucoup plus gros comme les melons, sont divisés par côtes et semblent destinés à être mangés en famille : il y en a même aux Indes, comme le jacq, et chez nous, la citrouille qu’on pourrait partager avec ses voisins. La nature paraît avoir suivi les mêmes proportions dans les diverses grosseurs des fruits destinés à nourrir l’homme, que dans la grandeur des feuilles qui devaient lui donner de l’ombre dans les pays chauds ; car elle y en a taillé pour abriter une seule personne, une famille entière, et tous les habitants du même hameau. »

— Études de la nature, chap. XI, sec. Harmonies végétales des plantes avec l’homme, 1784.
Et de fait, c'est pour échapper à la téléologie voyant une finalité (divine ou non) dans la nature que la notion d'adaptation a été développée portant le débat aux frontières de la métaphysique.

### Jean-Baptiste de Lamarck
Naturaliste français qui est l'un des premiers à élaborer une théorie sur l'apparition des êtres vivants par évolution naturelle.

### Charles Darwin
La notion d’adaptation est au cœur de la théorie de l’évolution par sélection naturelle inventée par Charles Darwin (sous le terme anglais fitness, ou plus tard adaption).

### August Weismann
Biologiste prussien spécialisé dans le domaine de l'évolution biologique. Il est l'auteur de la théorie sur la continuité du plasma germinatif.

### Lucien Cuénot

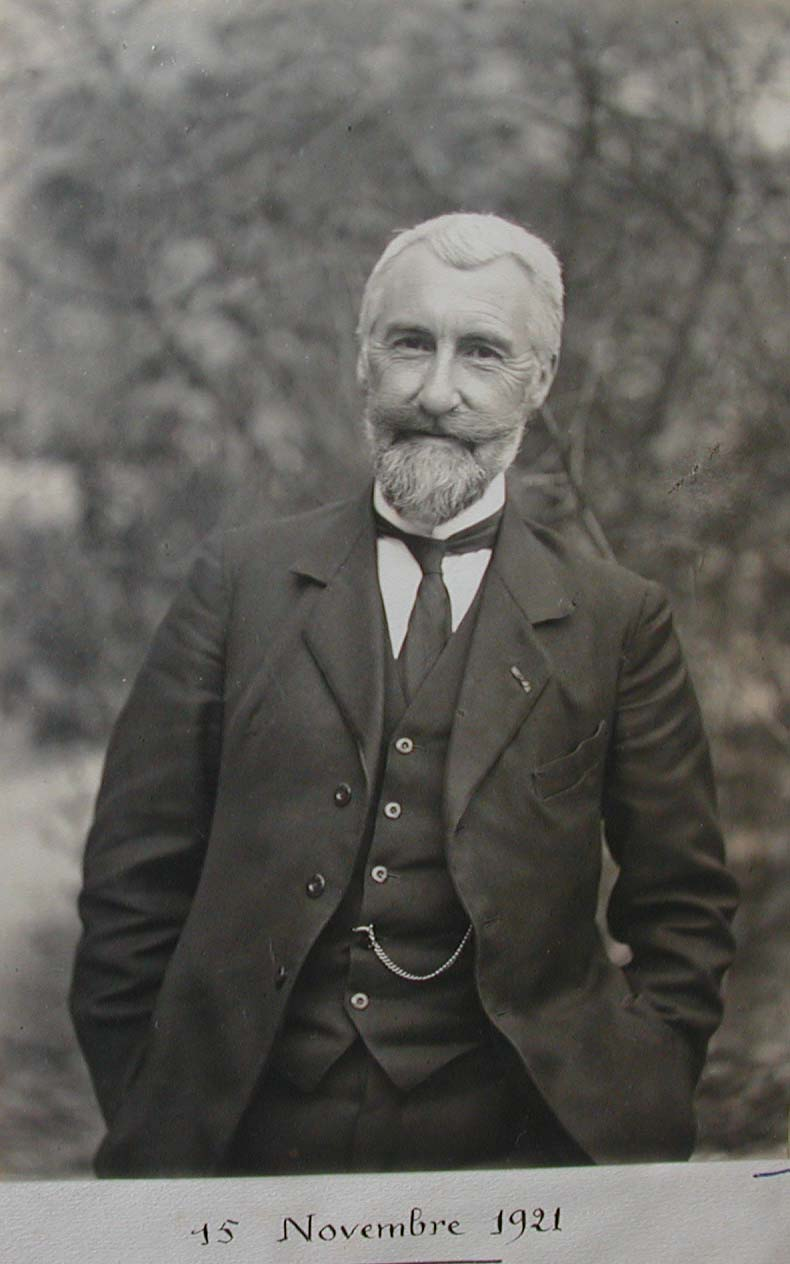
Lucien Cuénot (1866-1951), professeur de zoologie à Nancy (France), ici en 1921.

C'est pourquoi Lucien Cuénot, un des premiers darwinien français écrivait en ouverture de son ouvrage L'Adaptation (1925), p. 3-4 :

« L'adaptation est une effrayante question. […] Une adaptation est en réalité la solution d'un problème, exactement comme une machine ou un outil fabriqués par l'homme. […]
Reconnaître les adaptations en tant que faits n'est pas très difficile : c'est question de critique, d'observations ou d'expériences bien conduites ; mais ensuite l'esprit demande impérieusement à comprendre le mécanisme par lequel les êtres vivants ont été pourvus de ces adaptations. Depuis les premiers philosophes grecs les explications se sont succédé, causes finales de l'école aristotélienne, réaction utile de l'être au milieu de Lamarck, sélection naturelle de Darwin, etc. ; assurément, tout le monde est d'accord, maintenant, pour rechercher aux adaptations une explication causale, dans le domaine de l'investigation scientifique, mais même si nous connaissions une loi générale qui en rendît un compte satisfaisant, comme on l'a cru longtemps pour la théorie darwinienne, il se poserait encore une question suprême, que l'Homme ne peut éluder. Pourquoi cette loi générale ? pourquoi tout se passe-t-il comme si la Nature voulait la perpétuation de la Vie ? pourquoi cette finalité spéciale que la Vie impose à la Matière ? Par ces questions, nous entrons dans le domaine de la métaphysique. »

Cuénot n'a pas prétendu apporter une réponse à cette épineuse question, il se contente de signaler son existence. Toutefois, l'école néodarwinienne se défend d'être finaliste et assure que l'adaptation, bien qu'elle ressemble à un phénomène dirigé, est exempte de toute téléologie. Le jeu des forces naturelles qui interviennent dans la sélection naturelle suffit à en rendre un compte exact et précis.
Évidemment, quand un être vit, prospère et se perpétue dans un milieu donné, sa structure et ses fonctions sont telles qu'elles permettent la vie ; autrement dit, il n'existe pas de désaccord entre elles et le milieu extérieur. Cette approximation autorise, à elle seule, à affirmer qu'il existe un minimum d'adaptation entre l'être organisé et son milieu.
Considérons la faune d'un biotope limité, une mare, une plage marine, etc., nous voyons que les animaux qui la composent appartiennent à des types d'organisation très variés. Des solutions tout à fait différentes permettent donc l'ajustement de l'être vivant à son milieu et l'épanouissement de la vie. L'adaptation est rarement une notion ayant une valeur absolue ; elle présente toujours un caractère relatif.

#### Trois types d'adaptation
Lucien Cuénot distingue trois types d'adaptations successives :
1. l'accommodation ou adaptation ponctuelle de l'individu à un milieu ;
2. l'acclimatation ou adaptation d'un groupe établi de manière durable dans un milieu ;
3. la naturalisation ou l'adaptation de l'espèce à un milieu où elle s'est établie de manière définitive.

En outre, il considère aussi l'adaptation statistique ou adaptation physiologique et éthologique qui se traduit par une convergence des formes (par exemple, le requin et le dauphin) des organismes vivant dans des milieux semblables ou des organes (par exemple, l'œil chez la pieuvre et chez les mammifères) chargés de remplir la même fonction, mais appartenant à des lignées différentes.

#### Limites de l'adaptation
Il met aussi en évidence les Limites de l'adaptation, notamment à travers les Organes inutiles, les Organes utilisés mais non nécessaires, ou encore les Organes mal faits et les fonctions nuisibles que sont par exemple les Organes hypertéliques, c'est-à-dire démesurés et encombrants. Le grand Cerf Mégalocéros du Quaternaire d'Irlande développa ainsi des bois surdimensionnés atteignant 2,50 mètres d'envergure, mais en fait conformes au développement de la taille de son corps.
Au sujet des limites de la notion d'adaptation, Cuénot conclut ainsi (p. 52-53 :

« Dans une machine industrielle bien étudiée, il n'y a pas de rouage indifférent ; chaque écrou a son rôle éventuel ; la courbure des pièces, leur poids, leur épaisseur, ont été l'objet de recherches bannissant tout ce qui est inutile ; il n'y a pas d'organes rudimentaires, à moins qu'on ne se soit servi de vieilles pièces provenant d'autres machines, et gardant la trace de leur fonctionnement primitif ; il n'y a pas non plus de superflu, à moins que l'artisan, voulant rendre son œuvre plus agréable, n'y ait ajouté des ornements, des sculptures, comme dans les outils d'autrefois. La machine vivante, au contraire, a un passé où elle était autre qu'actuellement, et qui a laissé des traces ; la Nature ne lui demande que de vivre et de durer, tant bien que mal, et il lui importe peu que son fonctionnement soit économique.
La position des biologistes modernes vis-à-vis la question de l'adaptation est donc, je pense à juste titre, tout autre que celle des naturalistes qui les ont précédés, de Bernardin de Saint-Pierre à Weismann : ces derniers, pour des raisons sans doute différentes mais qui aboutissaient au même résultat, étaient persuadés que tout était adapté, que chaque détail des organismes devait avoir une signification utile, un rôle à jouer : sans doute cette conviction a priori du cause-finalier ou du sélectionniste a souvent amené les physiologistes à des découvertes capitales, en les incitant à rechercher avec persévérance la fonction de petits organes jugés d'abord insignifiants, tels que le corps thyroïde, l'hypophyse, le thymus, les capsules surrénales, le corps jaune ovarien, les îlots de Langerhans du pancréas, etc., qui en effet ont un rôle important dans la coordination de l'organisme. […]
Mais la médaille a un revers : cette conviction a amené bien souvent les naturalistes à rechercher et à attribuer des significations utiles à des structures qui n'en ont probablement aucune, et à errer grandement au sujet des adaptations. »

En effet, la notion d'adaptation est devenue en quelque sorte la tarte à la crème de la biologie évolutive, elle est systématiquement convoquée, conjointement à la sélection naturelle, pour expliquer les particularités des êtres vivants, alors que les études éthologiques qui pourraient en confirmer la pertinence sont inexistantes ou impossibles à mener (cas des fossiles).

### Étienne Rabaud
Étienne Rabaud (ca. 1941) est un des biologistes qui ont critiqué la notion d'adaptation (et à travers elle le mécanisme de la sélection naturelle) de la manière la plus radicale :

« L'hypothèse [darwinienne] ne résiste pas à la critique la plus élémentaire. Ne suffit-il pas de constater que l'appréciation d'un avantage tourne dans un cercle vicieux ? Quand un organisme persiste, nous décidons qu'il possède une disposition avantageuse, et nous déclarons avantageuse une disposition quelconque, précisément parce que l'organisme persiste. »

— Introduction aux sciences biologiques
Rabaud remarque également que les explications concernent souvent des organes isolés, alors que l'organisme forme un tout, et que plus rarement encore des comparaisons sont faites entre les êtres vivants ayant des dispositions analogues, afin de déterminer la réalité de l'avantage ou du rôle que joue l'organe pour les êtres vivants concernés. Il constate également que les interprétations mises en avant pour justifier l’existence d’une particularité chez une espèce ne tiennent généralement pas compte du fait que d’autres espèces vivant dans le même milieu n’ont pas cette disposition supposée avantageuse, voire ont la disposition opposée et ne s’en portent pas plus mal.

#### Une notion trompeuse
Il en conclu que la notion d'adaptation est trompeuse et qu'elle est un obstacle à l'étude plus fine et plus précise des rapports effectifs des êtres vivants entre eux et avec leur milieu. Pour lui, la notion d'adaptation induit à prendre les conséquences pour les causes et inversement : ce n'est pas parce que l'être vit dans un milieu qu'il y est adapté, mais c'est plutôt parce qu'il y trouve de quoi vivre, qu'il est en adéquation avec les conditions, qu'il habite dans ce milieu.
Pour Rabaud, l'environnement n'est pas uniquement une contrainte qui s'impose à l'organisme, c'est aussi et avant tout l'espace où peut se déployer son activité autonome : l'être vivant n'est pas adapté au milieu ; c'est le contraire, il trouve dans le milieu les éléments spécifiques qui lui permettent d'assurer sa subsistance. L'analogie du vivant avec une machine induit à négliger et tend à faire oublier le caractère actif des êtres vivants dans la quête de leurs subsistances (particulièrement évidente chez les animaux), c'est-à-dire l'autonomie du vivant par rapport à son milieu.

## Adaptabilité
Selon les modèles théoriques, le rôle de l'adaptation dans l'évolution biologique est plus ou moins important. Selon la perspective du paradigme adaptationniste, il s'agit du principal facteur de transformation des espèces.
On parle d'adaptabilité pour désigner la plasticité de certaines espèces face aux forces de l'évolution.